# Coupe d'Autriche de football 2024-2025
Navigation
ÖFB Cup 2023-2024 ÖFB Cup 2025-2026
La Coupe d'Autriche de football 2024-2025 est la 94e édition de la Coupe d'Autriche. Le vainqueur se qualifie pour les barrages de la Ligue Europa 2025-2026. Dans le cas où le gagnant de la coupe est déjà qualifié pour cette compétition ou mieux, la place est réattribuée au 3e du championnat 2024-2025.
La coupe adopte un format de match à élimination directe sans match retour, avec un tirage au sort à chaque tour. Lors des trois premiers tours, les clubs sont répartis géographiquement entre les régions Est et Ouest. Les clubs des divisions régionales (3 ou moins) ont l'avantage à domicile pour le premier tour.
Le tenant du titre, le SK Sturm Graz aura comme enjeu principal de conserver son titre et d'enchaîner avec une troisième coupe d'affilée, qui serait une première dans l'histoire du club. De son côté, le Red Bull Salzbourg a comme objectif de remettre la main sur un trophée qu'il a gagné 9 fois sur les 15 dernières éditions.
La fédération annonce que la finale se jouera bien au Wörthersee Stadion de Klagenfurt, et ce jusqu'au moins 2026.
Le Wolfsberger AC remporte la compétition en s'imposant en finale contre le TSV Hartberg sur le score de 1-0.

## Clubs participants
Les clubs participants sont les clubs les plus haut classés de chaque État, en dehors des clubs de Bundesliga et de 2. Liga, qualifiés d'office avec obligation de participer sauf pour les équipes réserves.
La répartition par Land est de :
- 6 équipes :
  - Association de football de la Basse-Autriche

- 5 équipes :
  - Association de football de la Haute-Autriche
  - Association de football de la Styrie

- 4 équipes :
  - Association de football de Vienne
  - Association de football du Burgenland
  - Association de football de la Carinthie
  - Association de football du Tyrol
  - Association de football de la région de Salzbourg

- 3 équipes :
  - Association de football du Vorarlberg

La liste des différents clubs participants à cette édition de la coupe d'Autriche :
| Bundesliga (12 clubs) | 2. Liga (13 clubs) |
| --- | --- |
| RB Salzbourg SK Sturm Graz Linz ASK FK Austria Vienne Rapid Vienne SK Austria Klagenfurt Wolfsberger AC Grazer AK TSV Hartberg WSG Tirol SC Rheindorf Altach FC Blau-Weiß Linz | SC Austria Lustenau SV Ried SKN Sankt Pölten SV Horn SKU Amstetten Floridsdorfer AC First Vienna FC SV Lafnitz FC Admira Wacker Kapfenberger SV Schwarz-Weiß Bregenz SV Stripfing ASK Voitsberg |

| Associations régionales                                                                                                   | Associations régionales                                                                                          | Associations régionales                                                                  | Associations régionales                                                             | Associations régionales                                                 |
| Basse-Autriche | Haute-Autriche                                                                                                   | Styrie                                                                                   | Vienne                                                                              | Burgenland                                                              |
| --- | --- | ---------------------------------------------------------------------------------------- | ----------------------------------------------------------------------------------- | ----------------------------------------------------------------------- |
| FCM Traiskirchen (D3) Kremser SC (D3) SC Korneuburg (D4) SV Gloggnitz (D3) SV Leobendorf (D3) FC Marchfeld Donauauen (D3) | SPG Wallern / St. Mariekirchen (D3) WSC Hertha Wels (D3) TuS Union Gurten (D3) ASKÖ Oedt (D3) Union Dietach (D4) | DSV Leoben (D3) USV St. Anna (D3) SC Weiz (D3) SV Wildon (D3) Deutschlandsberger SC (D3) | SR Donaufeld Wien (D3) SC Wiener Viktoria (D3) SV Donau Wien (D4) FC Mauerwerk (D3) | SC Neusiedl (D3) ASV Draßburg (D4) SV Oberwart (D3) ASV Siegendorf (D3) |

| Carinthie                                                                     | Tyrol                                                            | Salzbourg                                                                                      | Vorarlberg                                             |
| ----------------------------------------------------------------------------- | ---------------------------------------------------------------- | ---------------------------------------------------------------------------------------------- | ------------------------------------------------------ |
| ASKÖ Köttmannsdorf (D4) ATUS Velden (D4) SK Treibach (D3) ASK Klagenfurt (D7) | SC Schwaz (D3) SVG Reichenau (D3) SC Imst (D3) FC Kitzbühel (D3) | SV Austria Salzbourg (D3) SK Bischofshofen (D3) FC Pinzgau Saalfelden (D3) SV Wals-Grünau (D3) | VfB Hohenems (D3) FC Dornbirn 1913 (D3) SC Röthis (D3) |

## Calendrier
| Tour             | Date                        |
| ---------------- | --------------------------- |
| 1er tour         | 26 - 28 juillet 2024        |
| 2e tour          | 27 - 29 août 2024           |
| 3e tour          | 29 - 31 octobre 2024        |
| Quarts de finale | 31 janvier - 2 février 2025 |
| Demi-finales     | 1 - 3 avril 2025            |
| Finale           | 1 mai 2025                  |

## Résultats
Qualifications
- Qualification pour le prochain tour

Abréviations
T : Tenant du titre

### Premier tour
Le tirage au sort a lieu le dimanche 17 juin 2024 sur la chaîne autrichienne ORF, il est effectué par Dominik Thalhammer ancien sélectionneur de l'équipe féminine d'Autriche de football. Cette édition de la coupe d'Autriche commence avec un un match remporté onze buts à un pour le TSV Hartberg. La totalité des équipes de quatrième division ou en-dessous sont éliminés, tandis que neuf équipes de Regionalliga sécurisent leur place pour la suite. Du côté des clubs professionnels, le SC Rheindorf Altach de Bundesliga tombe face au SR Donaufeld Wien, ainsi que le Floridsdorfer AC contre l'ASV Siegendorf. D'autres larges scores sont recensés lors de ce premier tour, le score le plus large du premier tour a été atteint par le FC Mauerwerk avec quatorze buts infligés à l'ASK Klagenfurt, tout juste relégué en septième division. Le champion en titre, le SK Sturm Graz est bousculé par le Kremser SC jusqu'en prolongation, où Graz marque à deux reprises.
| Domicile                    | Résultat        | Extérieur                  |
| 26 juillet 2024             | 26 juillet 2024 | 26 juillet 2024            |
| --------------------------- | --------------- | -------------------------- |
| SC Wiener Viktoria (D3)     | 2 - 1 ap        | DSV Leoben (D3)            |
| TuS Union Gurten (D3)       | 0 - 3           | Linz ASK (D1)              |
| ATUS Velden (D4)            | 2 - 2 3 - 4tab  | Grazer AK (D1)             |
| FC Dornbirn 1913 (D3)       | 0 - 6           | RB Salzbourg (D1)          |
| ASKÖ Köttmannsdorf (D4)     | 0 - 2           | SV Horn (D2)               |
| SK Treibach (D3)            | 1 - 6           | Kapfenberger SV (D2)       |
| SV Wallern (D3)             | 4 - 0           | FC Kitzbühel (D3)          |
| SC Weiz (D3)                | 3 - 3 4 - 5tab  | SV Lafnitz (D2)            |
| FCM Traiskirchen (D3)       | 1 - 4           | SKU Amstetten (D2)         |
| SV Wals-Grünau (D3)         | 1 - 2           | SC Austria Lustenau (D2)   |
| SV Gloggnitz (D3)           | 0 - 5           | SK Austria Klagenfurt (D1) |
| SK Bischofshofen (D3)       | 1 - 11          | TSV Hartberg (D1)          |
| ASV Draßburg (D4)           | 0 - 7           | Wolfsberger AC (D1)        |
| Deutschlandsberger SC (D3)  | 5 - 0           | SC Korneuburg (D4)         |
| FC Marchfeld Donauauen (D3) | 1 - 3           | First Vienna FC (D2)       |
| SV Oberwart (D3)            | 0 - 2           | SV Stripfing (D2)          |
| 27 juillet 2024             |                 |                            |
| SV Austria Salzbourg (D3)   | 1 - 2           | SVG Reichenau (D3)         |
| Union Dietach (D4)          | 0 - 2           | WSC Hertha Wels (D3)       |
| SR Donaufeld Wien (D3)      | 2 - 0           | SC Rheindorf Altach (D1)   |
| VfB Hohenems (D3)           | 4 - 4 2 - 4tab  | ASKÖ Oedt (D3)             |
| SV Wildon (D3)              | 0 - 5           | FC Blau-Weiß Linz (D1)     |
| Kremser SC (D3)             | 2 - 4 ap        | SK Sturm Graz T (D1)       |
| SV Donau Wien (D4)          | 0 - 3           | ASK Voitsberg (D2)         |
| USV St. Anna (D3)           | 1 - 5           | Admira Wacker (D2)         |
| SV Leobendorf (D3)          | 2 - 3           | SKN Sankt Pölten (D2)      |
| ASV Siegendorf (D3)         | 2 - 1           | Floridsdorfer AC (D2)      |
| ASK Klagenfurt (D7)         | 0 - 14          | FC Mauerwerk (D3)          |
| SC Schwaz (D3)              | 0 - 2           | Schwarz-Weiß Bregenz (D2)  |
| 28 juillet 2024             |                 |                            |
| SC Röthis (D3)              | 0 - 11          | SV Ried (D2)               |
| FC Pinzgau Saalfelden (D3)  | 0 - 6           | FK Austria Vienne (D1)     |
| SC Imst (D3)                | 0 - 3           | WSG Tirol (D1)             |
| SC Neusiedl (D3)            | 0 - 2           | SK Rapid Vienne (D1)       |

### Deuxième tour
Le tirage au sort a eu lieu le 28 juillet 2024 avant le match du premier tour entre le SC Neusiedl et le Rapid Vienne. Le tirage est réalisé par Friedrich Csarmann, ancien joueur du SC Neusiedl. Les rencontres des équipes en lice en coupe d'Europe sont décalées.
| Domicile                   | Résultat     | Extérieur                  |
| 27 août 2024               | 27 août 2024 | 27 août 2024               |
| -------------------------- | ------------ | -------------------------- |
| Deutschlandsberger SC (D3) | 2 - 4        | WSG Tirol (D1)             |
| ASV Siegendorf (D3)        | 0 - 5        | SK Austria Klagenfurt (D1) |
| Admira Wacker (D2)         | 1 - 3        | SC Austria Lustenau (D2)   |
| SV Lafnitz (D2)            | 0 - 6        | TSV Hartberg (D1)          |
| SV Horn (D2)               | 3 - 1        | SKU Amstetten (D2)         |
| First Vienna FC (D2)       | 0 - 3        | SV Stripfing (D2)          |
| SKN St. Pölten (D2)        | 0 - 2        | Schwarz-Weiß Bregenz (D2)  |
| 28 août 2024               |              |                            |
| SVG Reichenau (D3)         | 0 - 9        | Grazer AK (D1)             |
| SV Ried (D2)               | 1 - 3        | SK Sturm Graz (D1)         |
| WSC Hertha Wels (D3)       | 0 - 1        | FC Blau-Weiß Linz (D1)     |
| Kapfenberger SV (D2)       | 0 - 2        | ASK Voitbserg (D2)         |
| ASKÖ Oedt (D3)             | 2 - 3        | FK Austria Vienne (D1)     |
| SV Wallern (D3)            | 0 - 2        | Wolfsberger AC (D1)        |
| 25 septembre 2024          |              |                            |
| SR Donaufeld Wien (D3)     | 1 - 3        | SK Rapid Vienne (D1)       |
| SC Wiener Viktoria (D3)    | 0 - 4        | RB Salzbourg (D1)          |
| FC Mauerwerk (D3)          | 0 - 4        | Linz ASK (D1)              |

### Troisième tour
| Domicile                  | Résultat        | Extérieur                  |
| 29 octobre 2024           | 29 octobre 2024 | 29 octobre 2024            |
| ------------------------- | --------------- | -------------------------- |
| SC Austria Lustenau (D2)  | 0 - 3           | TSV Hartberg (D1)          |
| 30 octobre 2024           |                 |                            |
| ASK Voitsberg (D2)        | 1 - 2           | Linz ASK (D1)              |
| SV Horn (D2)              | 0 - 1           | Austria Vienne (D1)        |
| SV Stripfing (D2)         | 2 - 1           | Rapid Vienne (D1)          |
| Schwarz-Weiß Bregenz (D2) | 2 - 1           | Grazer AK (D1)             |
| RB Salzbourg (D1)         | 3 - 0           | WSG Tirol (D1)             |
| SK Sturm Graz (D1)        | 2 - 1           | FC Blau-Weiß Linz (D1)     |
| Wolfsberger AC (D1)       | 2 - 2 9 - 8tab  | SK Austria Klagenfurt (D1) |

### Quart de finale
| Domicile            | Résultat        | Extérieur                 |
| 31 janvier 2025     | 31 janvier 2025 | 31 janvier 2025           |
| ------------------- | --------------- | ------------------------- |
| SV Stripfing (D2)   | 0 - 2 ap        | TSV Hartberg (D1)         |
| Wolfsberger AC (D1) | 3 - 1           | Schwarz-Weiß Bregenz (D2) |
| 1er février 2025    |                 |                           |
| SK Sturm Graz (D1)  | 0 - 2           | FK Austria Vienne (D1)    |
| Linz ASK (D1)       | 2 - 1 ap        | RB Salzbourg (D1)         |

### Demi-finales
| 2 avril 2025 | Linzer ASK | 1 - 1 3 - 5 a. p. | Wolfsberger AC | Raiffeisen Arena (Linz)                              |                                                      |
| 18h15        | Entrup 5e  | (1 - 0)           | Nwaiwu 83e     | Spectateurs : 12 900 Arbitrage : Mag. Markus Hameter | Spectateurs : 12 900 Arbitrage : Mag. Markus Hameter |
| 18h15        | (rapport)  |                   |                | Spectateurs : 12 900 Arbitrage : Mag. Markus Hameter | Spectateurs : 12 900 Arbitrage : Mag. Markus Hameter |

| 2 avril 2025 | FK Austria Vienne | 0 - 1   | TSV Hartberg | Generali Arena (Vienne)                             |                                                     |
| 20h30        |                   | (0 - 0) | Avdijaj 54e  | Spectateurs : 14 237 Arbitrage : Sebastian Gishamer | Spectateurs : 14 237 Arbitrage : Sebastian Gishamer |
| 20h30        | (rapport)         |         |              | Spectateurs : 14 237 Arbitrage : Sebastian Gishamer | Spectateurs : 14 237 Arbitrage : Sebastian Gishamer |

### Finale
La finale a lieu le 1er mai 2025 au Wörthersee Stadion de Klagenfurt en tant que stade neutre. Elle voit s'affronter le Wolfsberger AC et le TSV Hartberg.
| Wolfsberger AC · |                        |     |
| Titulaires :     |                        |     |
|                  |                        |     |
| 12               | Nikolas Polster        |     |
| 02               | Boris Matić            |     |
| 08               | Simon Piesinger        | 75e |
| 22               | Dominik Baumgartner    |     |
| 31               | Maximilian Ullmann     |     |
| 37               | Nicolas Wimmer         |     |
| 11               | Thierno Ballo          | 75e |
| 20               | Dejan Zukić            | 85e |
| 27               | Chibuike Nwaiwu        |     |
| 34               | Emmanuel Agyemang      | 85e |
| 32               | Markus Pink            | 61e |
|                  |                        |     |
| Remplaçants :    |                        |     |
| 01               | Lukas Gütlbauer        |     |
| 21               | David Skubl            |     |
| 05               | Cheick Mamadou Diabaté | 85e |
| 07               | Angelo Gattermayer     | 75e |
| 10               | Thomas Sabitzer        |     |
| 13               | Tobias Gruber          |     |
| 14               | Pascal Müller          |     |
| 17               | David Atanga           | 85e |
| 18               | Alessandro Schöpf      |     |
| 19               | Sandro Altunashvili    |     |
| 44               | Ervin Omić             | 75e |
| 47               | Erik Kojzek            | 61e |
|                  |                        |     |
| Entraîneur :     |                        |     |
| Dietmar Kühbauer |                        |     |

| TSV Hartberg · |                   |     |
| Titulaires :   |                   |     |
|                |                   |     |
| 01             | Raphael Sallinger |     |
| 14             | Paul Komposch     |     |
| 28             | Jürgen Heil       |     |
| 61             | Furkan Demir      | 75e |
| 95             | Damjan Kovacevic  |     |
| 04             | Benjamin Markuš   |     |
| 23             | Tobias Kainz      | 75e |
| 36             | Justin Omoregie   |     |
| 09             | Patrik Mijić      | 84e |
| 10             | Donis Avdijaj     |     |
| 79             | Jed Drew          | 61e |
|                |                   |     |
| Remplaçants :  |                   |     |
| 21             | Lukas Marić       |     |
| 39             | Elias Scherf      |     |
| 05             | Youba Diarra      | 75e |
| 06             | Mateo Karamatić   |     |
| 07             | Elias Havel       | 84e |
| 19             | Raphael Hofer     |     |
| 20             | Manuel Pfeifer    | 75e |
| 22             | Marco Hoffmann    |     |
| 25             | Emmanuel Ojukwu   |     |
| 27             | Dominik Prokop    | 61e |
| 33             | Muharem Husković  |     |
| 77             | David Korherr     |     |
|                |                   |     |
| Entraîneur :   |                   |     |
| Manfred Schmid |                   |     |

| Wolfsberger AC · |                        |     |
| Titulaires :     |                        |     |
|                  |                        |     |
| 12               | Nikolas Polster        |     |
| 02               | Boris Matić            |     |
| 08               | Simon Piesinger        | 75e |
| 22               | Dominik Baumgartner    |     |
| 31               | Maximilian Ullmann     |     |
| 37               | Nicolas Wimmer         |     |
| 11               | Thierno Ballo          | 75e |
| 20               | Dejan Zukić            | 85e |
| 27               | Chibuike Nwaiwu        |     |
| 34               | Emmanuel Agyemang      | 85e |
| 32               | Markus Pink            | 61e |
|                  |                        |     |
| Remplaçants :    |                        |     |
| 01               | Lukas Gütlbauer        |     |
| 21               | David Skubl            |     |
| 05               | Cheick Mamadou Diabaté | 85e |
| 07               | Angelo Gattermayer     | 75e |
| 10               | Thomas Sabitzer        |     |
| 13               | Tobias Gruber          |     |
| 14               | Pascal Müller          |     |
| 17               | David Atanga           | 85e |
| 18               | Alessandro Schöpf      |     |
| 19               | Sandro Altunashvili    |     |
| 44               | Ervin Omić             | 75e |
| 47               | Erik Kojzek            | 61e |
|                  |                        |     |
| Entraîneur :     |                        |     |
| Dietmar Kühbauer |                        |     |

| TSV Hartberg · |                   |     |
| Titulaires :   |                   |     |
|                |                   |     |
| 01             | Raphael Sallinger |     |
| 14             | Paul Komposch     |     |
| 28             | Jürgen Heil       |     |
| 61             | Furkan Demir      | 75e |
| 95             | Damjan Kovacevic  |     |
| 04             | Benjamin Markuš   |     |
| 23             | Tobias Kainz      | 75e |
| 36             | Justin Omoregie   |     |
| 09             | Patrik Mijić      | 84e |
| 10             | Donis Avdijaj     |     |
| 79             | Jed Drew          | 61e |
|                |                   |     |
| Remplaçants :  |                   |     |
| 21             | Lukas Marić       |     |
| 39             | Elias Scherf      |     |
| 05             | Youba Diarra      | 75e |
| 06             | Mateo Karamatić   |     |
| 07             | Elias Havel       | 84e |
| 19             | Raphael Hofer     |     |
| 20             | Manuel Pfeifer    | 75e |
| 22             | Marco Hoffmann    |     |
| 25             | Emmanuel Ojukwu   |     |
| 27             | Dominik Prokop    | 61e |
| 33             | Muharem Husković  |     |
| 77             | David Korherr     |     |
|                |                   |     |
| Entraîneur :   |                   |     |
| Manfred Schmid |                   |     |

## Nombre d'équipe par tour et par division

### Nombre d'équipes par tour et division
| Ligue / Tours  | 1er tour | 2e tour       | 3e tour       | Quarts de finale | Demies finale | Finale        | Vainqueur     |
| -------------- | -------- | ------------- | ------------- | ---------------- | ------------- | ------------- | ------------- |
| Bundesliga     | 12       | 11            | 11            | 6                | 4             | 2             | 1             |
| 2.Liga         | 13       | 12            | 5             | 2                | Aucune équipe | Aucune équipe | Aucune équipe |
| Regionalliga   | 33       | 9             | Aucune équipe | Aucune équipe    | Aucune équipe | Aucune équipe | Aucune équipe |
| Landesliga     | 6        | Aucune équipe | Aucune équipe | Aucune équipe    | Aucune équipe | Aucune équipe | Aucune équipe |
| 2. Klasse (D7) | 1        | Aucune équipe | Aucune équipe | Aucune équipe    | Aucune équipe | Aucune équipe | Aucune équipe |
| Total          | 64       | 32            | 16            | 8                | 4             | 2             | 1             |